# Parti démocrate et social chrétien
Cet article possède un paronyme, voir Parti démocrate-chrétien (République démocratique du Congo).
Le Parti démocrate et social chrétien (PDSC) est un parti politique de la république démocratique du Congo. Son président est André Bo-Boliko Lokonga. Il est membre de l'Internationale démocrate centriste.
Créé en avril 1990 par Joseph Ileo et André Bo-Boliko Lokonga, le PDSC a connu son heure de gloire au début des années 1990, avec l'avènement du multipartisme dans le Zaïre de l'époque. 
Le PDSC a très vite bénéficié d'une véritable envergure nationale, chose relativement rare au Congo-Kinshasa, où les formations partisanes sont souvent fondées sur des logiques clientélistes, locales ou ethniques[non neutre][réf. nécessaire].
En effet, rompant avec nombre des partis politiques de l'époque, le PDSC n'est pas le parti d'un seul homme, mais repose sur une direction collégiale[non neutre][réf. nécessaire] et compte nombre de personnalités politiques charismatiques, dont certains étaient déjà actifs à l'époque de l'indépendance. Cette caractéristique vaudra par d'ailleurs au PDSC le surnom de parti des « vieux ». D'autre part, les origines régionales diverses des principaux membres de sa direction ont contribué à assurer une certaine implantation du parti dans l’ensemble du pays, à l'instar de Joseph Ileo en Équateur, de Jean-Marie Kititwa Tumansi et du Prof. Étienne Ngangura dans le Sud-Kivu, ou encore d'André Bo-Boliko Lokonga et de Cléophas Kamitatu dans le Bandundu.
Joseph Ileo restera président du PDSC et la figure historique du parti jusqu'à sa mort le 19 septembre 1994.
Le PDSC est l'une des composantes de la plate-forme de la Convention des démocrates chrétiens.